# Bønderne i Kelantan
Bønderne i Kelantan er en dokumentarfilm instrueret af Peter Dalhoff-Nielsen efter eget manuskript.

## Handling
To malaysiske daglejeres hverdag i Kelantan.